# 周建

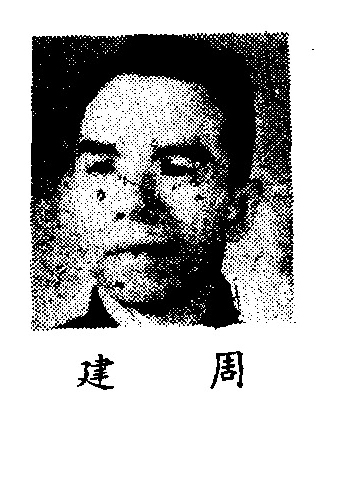

周建（1953年11月—），山东梁山人。中国共产党党员。北京航空学院（现北京航空航天大学）航空材料系航空金属材料腐蚀与防护专业毕业，武汉大学法学院在职研究生学历，法学硕士。历任城乡建设环境保护部副处长，国家环境保护局副处长、处长、副司长、办公室主任，国家环境保护总局办公厅主任、规划与财务司司长、副局长等职。2008年3月任升格后的中华人民共和国环境保护部副部长。